# Его Святейшество. Секретные документы Бенедикта XVI
Его Святе́йшество. Секретные документы Бенедикта XVI (итал. Sua Santità — le carte segrete di Benedetto XVI) — роман Джанлуиджи Нуцци, который получил известность своим прошлым произведением «Акционерное общество Ватикан», переведенным на 14 языков. Книга «Его Святейшество. Секретные документы Бенедикта XVI», продолжает тему, затронутую автором в произведении «Акционерное общество Ватикан», и якобы предоставляет примеры переписки Папы Римского по записям, извлечённым из кабинета Папы Бенедикта XVI источником под названием «Мария».

## Содержание
Книга содержит 11 глав и три приложения (факсимильные изображения избранных документов, благодарности и именной указатель).
1. Questo libro (Эта книга) — в главе содержится реконструкция событий одного из январских дней 2012 года, когда состоялась тайная поездка Бенедикта XVI в римскую штаб-квартиру немецкой католической организации Институт святых отцов[нем.] Шёнштатта[нем.]. Автор описывает характер документов, находящихся обычно на столе понтифика, и в заключение высказывает благодарность Папе, принявшему по результатам упомянутой поездки решение не блокировать публикацию книги, хотя такая возможность у него имелась.
2. Fonte informativa Maria (Источник Мария) — об истории установления контакта ватиканского источника с Нуцци и впечатлении журналиста от личных встреч с ним.
3. Le lettere segrete di Boffo al papa (Секретные письма Боффо[итал.] Папе) — о содержании двух писем Дино Боффо секретарю Бенедикта XVI Георгу Генсвайну, а также одного его письма председателю Итальянской конференции епископов[итал.] кардиналу Баньяско в попытке доказать, что увольнение Боффо с должности главного редактора католической газеты Avvenire[итал.] стало результатом клеветнической кампании в прессе, организованной главным редактором L’Osservatore Romano Джованни Вианом[итал.] при активном содействии главного редактора газеты il Giornale[итал.] Витторио Фельтри[итал.].
4. Corruzione nei sacri palazzi (Коррупция в ватиканских дворцах) — об обстоятельствах отставки в 2011 году архиепископа Вигано с должности генерального секретаря Губернаторства государства-града Ватикана по распоряжению государственного секретаря Ватикана Тарчизио Бертоне и о письмах Вигано на имя Бертоне и Папы Бенедикта XVI, в которых он доказывал необходимость продолжения начатой им работы по наведению порядка в хозяйственной и финансовой деятельности ватиканских властей, а также обвинял генерального инспектора Ватиканской жандармерии Доменико Джани[итал.], президента IOR Готти Тедески, упомянутого выше Джованни Виана[итал.], ватиканского обозревателя газеты il Giornale[итал.] Андреа Торниелли[итал.] и некоторых других лиц в организации закулисных интриг с целью переместить на место Вигано сотрудника административного сектора управления Ватиканскими музеями монсеньора Паоло Николини (что им в итоге всё же не удалось).
5. La gioiosa macchina delle offerte (Жизнерадостный механизм пожертвований) — о снижении объёмов пожертвований в пользу католической церкви (в этой связи приводится письмо президента IOR в 2006 году Анджело Калойя[итал.] Бенедикту XVI о дарении 50 000 евро), о пожертвовании журналистом и писателем Бруно Веспа в декабре 2011 года 10 000 евро и получении им через некоторое время аудиенции у Папы, о представительских расходах Префектуры Папского Дома (в том числе о закупке трюфелей на сумму 100 000 евро), о счетах Папы в IOR и финансировании его именного фонда.
6. La sacra Ingerenza sull’Italia (Вмешательство Святого Престола в дела Италии) — об упорном сопротивлении Тарчизио Бертоне и Готти Тедески усилиям итальянских властей обложить налогом на недвижимость имущество Святого Престола и письмах Тедески секретарю Папы Георгу Генсвайну в этой связи; о критике Ватиканом действий итальянских властей в расследовании так называемого «дела Руби»[итал.] (сексуального скандала с участием Берлускони); о тайном ужине 19 января 2009 года в Ватикане Бенедикта XVI с президентом Италии Наполитано и его супругой, использованном для формулирования позиции католической церкви в вопросах семьи, социальной политики и демографии.
7. 007 vaticani, missione in Italia (Ватиканские агенты 007, миссия в Италии) — о слежке Ватиканских служб безопасности за директором технических служб Губернаторства Ватикана Пьером Карло Кушанна на территории римского квартала Париоли; о слежке на территории Рима в 2012 году за участниками демонстрации, требовавшей от ватиканских властей большей активности в расследовании исчезновения в 1983 году Эмануэлы Орланди и др.
8. Tarcisio Bertone: l’ambizione al potere (Тарчизио Бертоне: властные амбиции).
9. Cl, Legionari e lefebvriani, atolli dell’Impero («Причастие и освобождение», легионеры Христа[итал.] и члены Священнического братства — опора Империи).
10. Scacco a Benedetto XVI (Шах Бенедикту XVI) — глава освещает негативное влияние экономического кризиса и скандальных событий в Ватикане на образ христианского Запада в странах Востока.
11. Vatileaks, terrorismo e omicidi (Ватиликс, терроризм и убийства).

## Реакция
Книга вызвала большой резонанс, множество заявлений администрации Папы и Ватикана, а также явилась одной из составляющих так называемого скандала Ватиликс. 25 мая был арестован мажордом Папы римского Паоло Габриэле, который входил в круг доверенных лиц и был обвинён в утечке секретных материалов, которые легли в основу книги «Его Святейшество». Так же был уволен глава Банка Ватикана Этторе Готти Тедески. Официально Ватикан не оспорил подлинность украденного материала, однако утечка информации, которая не подлежала разглашению, была расценена как серьёзное нарушение закона. Автору книги Ватикан пригрозил судебным преследованием.

## Критика
Федерико Ломбарди (представитель Святого престола) считает, что книга имеет «объективно клеветнический» и «преступный» характер.